# مایک مودانو
مایک مودانو (انگلیسی: Mike Modano؛ زادهٔ ۷ ژوئن ۱۹۷۰) بازیکن هاکی روی یخ اهل ایالات متحده آمریکا است.
وی همچنین برندهٔ جوایزی همچون جام استنلی و تالار افتخارات هاکی شده‌است.